# ソンブレロ (1994年のパチンコ機)
ソンブレロは、1994年9月にSANKYOが発売した、センター役物の中に帽子を被りギターを持った人形が配置されているパチンコ機のシリーズ名。
ソンブレロの1機種がある。

## 概要
貯留型の羽根モノタイプ。発売当時に新枠として登場した「NASUKA」対応初の羽根モノタイプが本機である。メインの役物が上下2段構造となっており、上段と下段のそれぞれの関門を突破できれば大当たりとなる。上段の関門は常に回転している人形の帽子である。2箇所穴が空いており、羽根に拾われた玉がタイミング良くこの穴をくぐり抜ければ、人形の胴体を抜けて下段に落下する。下段の関門は左右に動く人形の足である。帽子の穴を抜けて下段に落下した玉もタイミングによってはこの足の動きで左右に散らされてしまう。2段構えの関門により通常時のV入賞率は高くない。

## スペック
- ソンブレロ
  - 賞球数 7&15
  - 大当たり最高継続 8R
  - 最大貯留 1個

## 演出
大当たり中は、帽子と人形が正面で停止し、Vゾーン上に貯留するための白い板が出現する。この板の上に1個貯留することが可能で、8カウントもしくは羽根開閉18回後に帽子と人形が動き出し始め、白い板も後退し貯留解除となる。ラウンド継続をサポートするための帽子と人形の停止は4ラウンド目までしか行われない。大当たり後半の5ラウンド目以降は帽子と人形は停止しないで動き続けるので、貯留出来ずにパンクしてしまうこともある。

## サウンドトラック
- 『パチンコ・ミュージック・フロム SANKYO FEVER WARS』 キングレコード、1998年8月21日。KICA-1217。
  - BGMが収録されている。